# Жизнь и Свобода
«Жизнь и Свобода» — дебютный альбом московской рэп-группы «Многоточие». Альбом записывался на студии Dots Family Records с 1998 по 2001, и был выпущен в 2001 году компанией Квадро-Диск. По истечении прав Квадро-Диска, альбом был перекуплен и переиздан компанией Монолит Рекордс в 2006 году.

## Критика
Портал Rap.Ru относит альбом «Жизнь и Свобода» к числу величайших альбомов русского рэпа:
Этот альбом издали небольшим тиражом, но покупатели постоянно просили ещё, потом ещё, а потом ещё и ещё. Пришлось переиздать. Похожая на сказку история возникновения в русском рэпе ещё одного культа.

## Список композиций
Альбом построен по классической схеме группы — «трек — междутема (скит) — трек».
| №   | Название                              | Длительность |
| --- | ------------------------------------- | ------------ |
| 1.  | «Интро»                               | 0:16         |
| 2.  | «Жизнь и свобода»                     | 4:10         |
| 3.  | «JackPot»                             | 0:18         |
| 4.  | «Зачем я нужен тебе» (feat. Окна)     | 3:12         |
| 5.  | «Жопы стали королями»                 | 0:20         |
| 6.  | «Поднимись выше»                      | 3:17         |
| 7.  | «Стадо»                               | 0:22         |
| 8.  | «Скажи мне, брат»                     | 3:54         |
| 9.  | «Палево»                              | 0:43         |
| 10. | «Новичок»                             | 2:39         |
| 11. | «Голова снаружи»                      | 0:24         |
| 12. | «To Fake MC’z»                        | 4:16         |
| 13. | «Белыми листьями» (White Hot Ice)     | 2:27         |
| 14. | «Солнца нет»                          | 3:25         |
| 15. | «Голод ядерных кратеров»              | 0:21         |
| 16. | «В моих глазах» (feat. White Hot Ice) | 3:35         |
| 17. | «Кто поджёг солнце?»                  | 0:21         |
| 18. | «Когда-нибудь» (feat. Master Spensor) | 3:16         |
| 19. | «Воет в ночи собака»                  | 0:34         |
| 20. | «Откровения»                          | 3:51         |
| 21. | «Малатки да папарацци»                | 0:13         |
| 22. | «В жизни так бывает»                  | 4:27         |
| 23. | «Не разумное»                         | 0:17         |
| 24. | «В отдалении»                         | 3:51         |
| 25. | «Грязный мир»                         | 0:26         |
| 26. | «Бошки» (на переиздании 2006 г.)      | 6:18         |

## Участники записи
Музыка
Тюха (гитары, бас, клавиши; для 2, 4, 6, 14, 16, 18, 22 и 24 дорожек);
Кузьмитчъ (для 1, 2, 3, 4, 5, 6, 7, 9, 11, 14, 15, 16, 17, 18, 19, 21, 23 и 25 дорожек);
DJ Hassan (для 8, 12, 20 и 22 дорожки);
Александр Оплачко (для 8 дорожки);
White Hot Ice (для 13 дорожки);
Master Spensor (для 18 дорожки);
Евгений Щукин (для 18 дорожки);
Глеб и Кеба (гитары, клавиши для 12 и 20 дорожек);
Слова
Руставели (для 1, 2, 3, 4, 5, 7, 8, 9, 10, 12, 15, 16, 17, 18, 19, 20, 21, 22, 23, 24 и 25 дорожек);
Кузьмитчъ (для 6, 14 и 22 дорожек);
MC L.E. (для 12 и 18 дорожек);
White Hot Ice (для 13 и 16 дорожек);
КингКонг (для 11 дорожки);
Master Spensor (для 18 дорожки);
Вокал
Фарочка («Окна») (для 4 дорожки);
Кузьмитчъ (для 8, 14, 18 и 22 дорожек);
Руставели (для 18 дорожки)
White Hot Ice (для 13 дорожки);
Тюха (для 20 дорожки);
Читка
Руставели (для 1, 2, 3, 4, 5, 6, 7, 8, 9, 10, 11, 12, 14, 15, 16, 17, 18, 19, 20, 21, 22, 23, 24 и 25 дорожек);
Кузьмитчъ (для 2, 6, 8, 10, 12, 16, 18, 20 и 22 дорожек);
L.BeeaTCH (для 6, 12, и 20 дорожек);
MC L.E. (для 18 дорожки);
White Hot Ice (для 16 дорожки);
КингКонг (для 11 дорожки);
Master Spensor (для 18 и 26 дорожки);
СведениеТюха, Кузьмитчъ, Паша Музыкант (для 22 дорожки)
МастерингТ.Шанский
ДизайнРуставели, Тюха

## Интересные факты
- Песня «Откровения» вошла в саундтрек фильма «Пыль», вышедшего на экраны в 2005 году.
- Композиция «Новичок» была прочитана фристайлом в прямом эфире радиостанции 107 FM. Впоследствии была перезаписана и вошла в переиздание под названием «Убей барыгу».